# Blocktjärnåsen
Blocktjärnåsen är ett naturreservat ligger på och omkring höjden med detta namn i Älvdalens kommun i Dalarnas län.
Området är naturskyddat sedan 2017 och är 602 hektar stort. Reservatet består huvudsakligen av tall- eller granskog i sluttningarna och tall på toppen och med våtmarker i väster.